# Magister (academie)
Magister (uit het Latijn: magister = leraar) is een academische titel die gebruikt wordt in verschillende hogere onderwijsinstellingen.

## Centraal- en Oost-Europa
In Oostenrijk, Bulgarije, Tsjechië, Duitsland, Polen, Letland en Slowakije is de titel Magister gelijk aan Master of Arts. Het vereist vaak vier tot zes jaar studeren.

## Scandinavië
In Denemarken en Noorwegen is de titel Magister tussen Master of Arts en doctorale titels (dr. en drs.). In Noorwegen vereist het zeven jaren studie, terwijl je in Denemarken zes jaar moet gestudeerd hebben met een sterke nadruk op wetenschappelijke studies. De titel Magister is als eerste geïntroduceerd in Denemarken-Noorwegen in 1479 als de hoogste titel bij de faculteit van filosofie en was gelijk aan de doctorale titels in theologie, recht en medicijnen.

## Frankrijk
In Frankrijk was een magistère een drie jaar durende studie. Om deel te nemen mogen nemen aan deze studie moest de student een hoge titel behaald hebben met zijn/haar Diplôme d'études universitaires générales (tweejarig durende studie aan een universiteit).